# チャルグローヴ
チャルグローヴ（Chalgrove）はサウス・オックスフォードシャーの村および市民教区で、オックスフォードの南東約16kmに位置する。教区にはロフォードの集落と、1932年に合併したワープスグローブの旧教区が含まれる。 2011年の国勢調査によれば教区の人口は2,830人である。 1643年の小規模な内戦チャルグローヴ・フィールドの戦いの場としても知られる。この内戦では国会議員のジョン・ハンプデンが戦闘で負傷し、後に死亡した。

## 考古学
ローマの皇帝ドミティアヌス2世の銀の硬貨が見つかっている。 同種の硬貨がフランスで発見され皇帝の存在が証明されるまで、硬貨は偽造であると考えられていた。
1976年の干ばつの際には、航空考古学がバックブルックの隣で埋められた堀と土塁のクロップマークを発見した。その後の発掘調査により、13世紀の堀のあるマナー・ハウスの遺跡が発見された。  

## 領地
1086年のドゥームズデイ・ブックは、村をCelgraveとして記録している。 その後の綴りには1170年のChealgraue、1236年のChalcgravaがある。これは「チョークまたは石灰岩の穴」を意味する古英語のcealc-græfまたはcealc-grafuに由来する。 
マナーハウスは15世紀初頭に建てられ 、チャルグローヴで2番目に古い建物になっている。もともとはデ・プレシスの邸宅と荘園の裁判所で、以前の建物の敷地に一部が残っている。
家屋は指定建造物の1級で、1980年代に修理修復されている。

## 教区教会
イギリス国教会教区教会の初期の一部である聖母マリア教会は13世紀に建てられた。 ノルマンディーのベネディクト会修道院であるベック修道院の僧侶によって始められた。

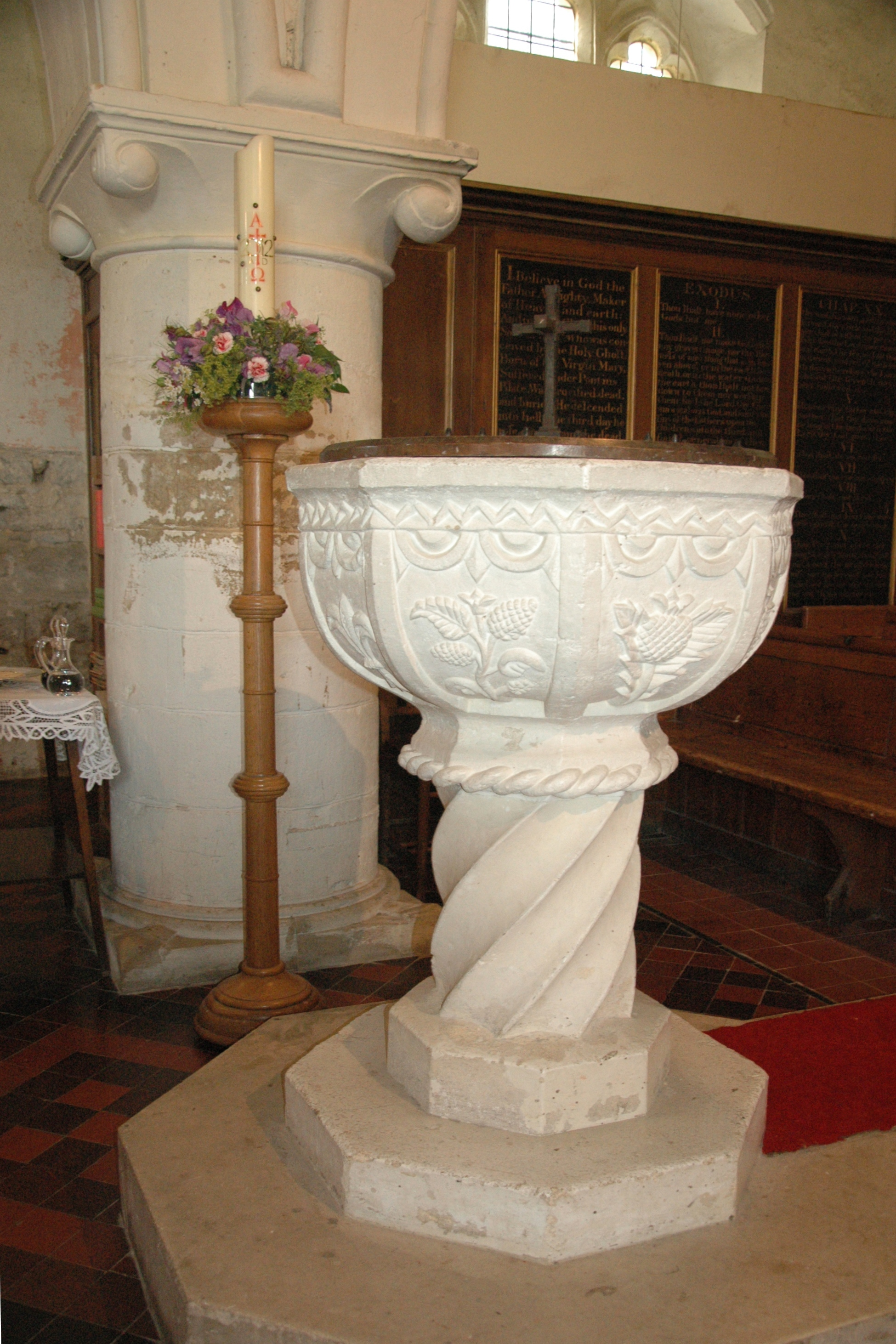
セントメアリー教区教会の17世紀の洗礼盤

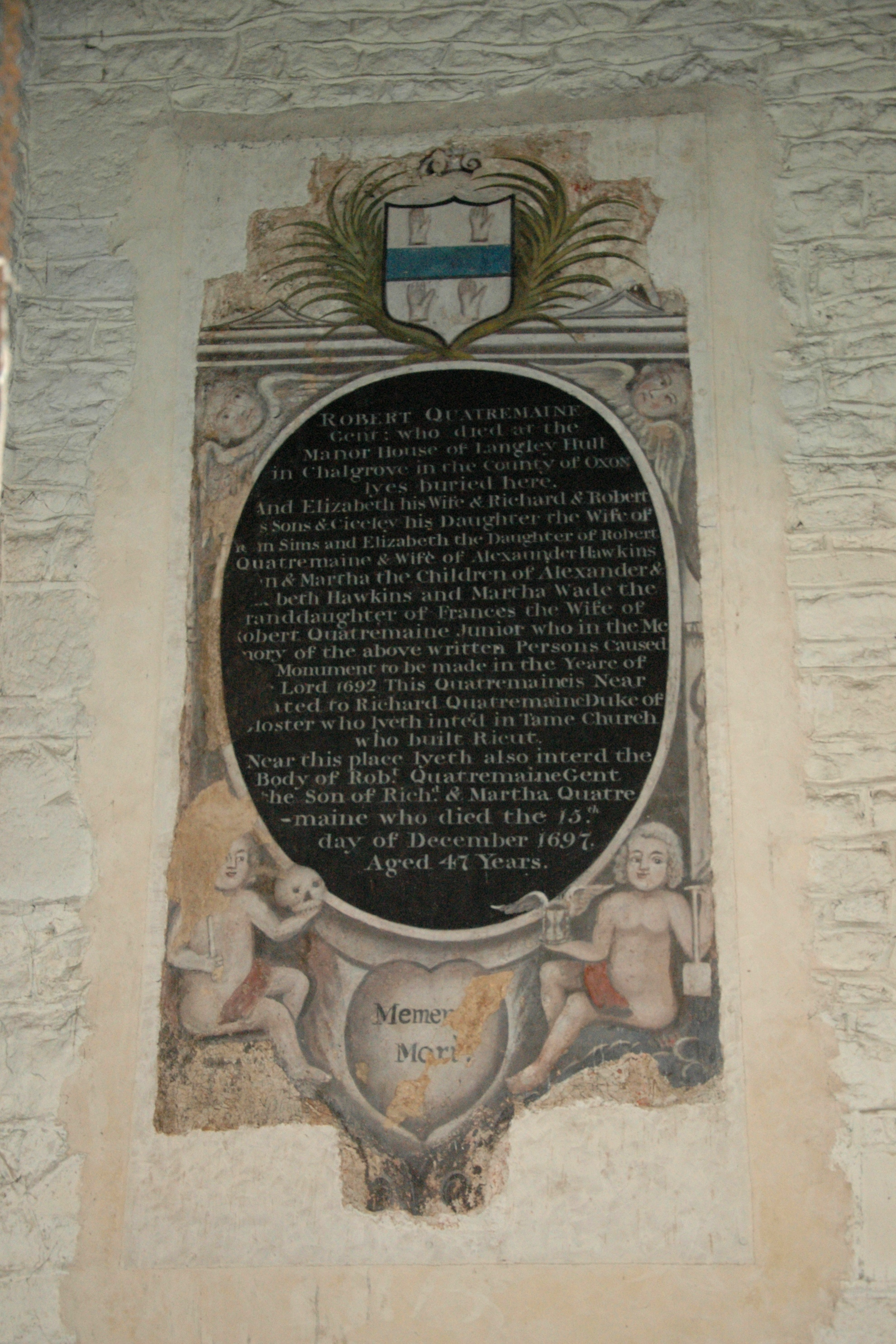
セントメアリー教区教会にあるロバート・クアトレメインにむけて描かれた記念碑（1697年死去）

教会は1500年の状態のままであると考えられているが、1727年に激しい嵐で吹き飛ばされるまでは塔の頂上に尖塔があったとの記録もある。ジェニファー・シャーウッドはこれに関して「塔はおそらく修理中に改築された」と考察している 。
14世紀には、内部はエッサイの木、最後の審判、聖母被昇天の中世の伝説を示す一連の壁画で飾られた。歴史家は、これらの壁画は当時チャルグローヴの2つの邸宅の1つに住んでいたデバランティン家の要請により、1320年頃に完成したと考えている。シャーウッドはこの絵を「国内で最も完成度の高い連作の1つ」と表現し 、14世紀半ばのものであると考察している。絵画は英国宗教改革の際に石灰で塗り直されたが、1858年に当時の牧師ロバート・フレンチ・ローレンスによって委託された改修工事で再発見された。 北の壁画のいくつかは古さのためにやや不明瞭になり、南の壁画の2つは石灰の層や大理石のモニュメントで覆われて隠され、または損傷している。
北通路にあるセントジェームズ礼拝堂の東壁には、17世紀末の絵画の記念碑がある。  1984年に修復のため取り除かれ、身廊の東端に再配置された。 この除去により更に古い時代の中世の壁画が現れた。 
教会は指定建造物の1級に指定されている。 

## 経済社会史

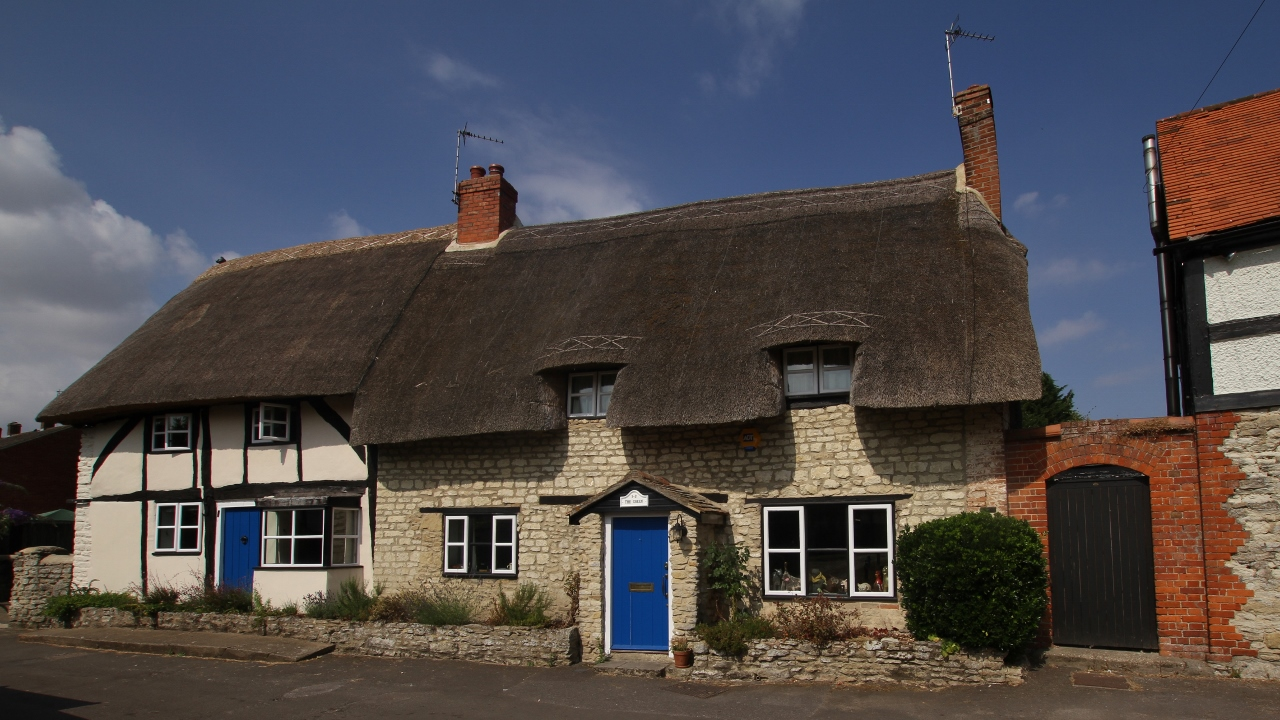
17世紀と18世紀の2軒のわらぶき屋根のコテージ

チャルグローヴは、小川のほとりで野原に囲まれた線上集落として始まった。初期の家はオックスフォードへ続く道の脇に建てられた。 1086年、 ドゥームズデイ・ブックには村に5つの工場が稼働していたことが記されている。現在村の西端にあるマナーの向かいのミルレーンには、現存する「ミル」は1つのみになっている。製粉所は1998年に稼働状態に復元され、水車を回転させてトウモロコシを粉砕するために使用された。小川はチャルグローヴを過ぎるとスタッドハンプトンを通り、次にチゼルハンプトンを流れ、テムズ川の支流であるテム川に合流する。
かつては洪水に悩まされた土地で、1879年には22軒の家が深刻な洪水に見舞われた。 19世紀に村の東端に水門が建設され、現在はバックブルックと呼ばれている元のチャルグローヴ川の流れから、ハイストリートに沿って流れるように水の一部を迂回させた。現在では小川の水量は大幅に減少し洪水のリスクは減っており、ハイストリートのごく一部が時折危険にさらされるに留まっている。